# Kanton Marcigny
Marcigny is een voormalig kanton van het Franse departement Saône-et-Loire. Het kanton maakte deel uit van het arrondissement Charolles. Het werd opgeheven bij decreet van 18 februari 2014, met uitwerking op 22 maart 2015 en in zijn geheel toegevoegd aan het kanton Paray-le-Monial.

## Gemeenten
Het kanton Marcigny omvatte de volgende gemeenten:
- Anzy-le-Duc
- Artaix
- Baugy
- Bourg-le-Comte
- Céron
- Chambilly
- Chenay-le-Châtel
- Marcigny (hoofdplaats)
- Melay
- Montceaux-l'Étoile
- Saint-Martin-du-Lac
- Vindecy